# 李俊毅
李俊毅（1959年3月20日—），中華民國政治人物，民主進步黨籍，國立政治大學公共行政碩士，1996年當選立法委員後共連任五屆立法委員(1996-2012)。2012年擔任民進黨副秘書長，2015年擔任蔡英文總統候選人特別助理，並於2016年5月獲蔡英文總統邀請，出任民進黨副秘書長。2017年3月卸任民進黨副秘書長。曾任福利國連線立法院總召集人，屬謝系人馬。

## 《從政理念》
2016年底，李俊毅提出《六心十箭 翻轉台南》：
【六心台南，城市正義】
改革台南現況以府城為單一都心的城市發展困境，建立府城/高鐵/南科/新營/海洋/山脈的六個都心平衡發展的大台南。
【十箭市政，翻轉台南】
港市合一、立體停車、徵收公設保留地、高捷連結、台鐵全線高架捷運化、青年參政、山海休閒都心⋯（市政願景報告詳述），提出具體六心台南的發展方案，提振台南城市競爭力，創造投資台南的有利條件，打造台南成為文化科技的台灣京都。

## 從政紀錄

### 《擔任四屆國會議員》
自1996年～2008年間，在複數選區制度下，擔任四屆台南縣選區立法委員。2008~2012年間，擔任一屆單一選區台南縣第三選區立委。五屆，共16年的國會經驗。

### 《立委任內所提法案》
第七屆所提法律修正案
| 筆數 | 提案日期 | 提案名稱                                                 |
| ---- | -------- | -------------------------------------------------------- |
| 1    | 99/05/21 | 臺灣地區與大陸地區人民關係條例增訂第二十九條之一條文草案 |
| 2    | 99/05/07 | 專科學校法第二十六條及第四十條條文修正草案               |
| 3    | 99/05/07 | 大學法第二十五條及第四十二條條文修正草案                 |
| 4    | 99/04/23 | 全民健康保險法條例第五十七條條文修正草案                 |
| 5    | 99/04/16 | 所得稅法第五條及第一百二十六條條文修正草案               |
| 6    | 99/02/23 | 東部發展條例草案                                         |
| 7    | 99/02/23 | 曾文水庫與南化水庫及其集水區整治特別條例草案             |
| 8    | 99/02/23 | 勞動基準法第六十一條條文修正草案                         |
| 9    | 99/01/05 | 溫泉法第三十一條條文修正草案                             |
| 10   | 98/12/04 | 所得稅法增訂第十七條之四條文草案                         |
| 11   | 98/11/06 | 刑事訴訟法第三百六十一條及第三百六十七條條文修正草案     |
| 12   | 98/11/06 | 刑事訴訟法部分條文修正草案                               |
| 13   | 98/06/05 | 艱困產業及傳統產業扶助條例草案                           |
| 14   | 98/05/01 | 溫泉法第五條及第三十一條條文修正草案                     |
| 15   | 98/04/17 | 稅捐稽徵法第四十七條條文修正草案                         |
| 16   | 98/04/17 | 農村再生條例草案                                         |
| 17   | 98/03/06 | 就業服務法第二條及第二十四條條文修正草案                 |
| 18   | 98/03/06 | 就業保險法第十六條及第二十八條條文修正草案               |
| 19   | 98/01/09 | 就業保險法部分條文修正草案                               |
| 20   | 97/12/12 | 水土保持法第三條條文修正草案                             |
| 21   | 97/12/12 | 山坡地保育利用條例第三條條文修正草案                     |
| 22   | 97/12/12 | 所得稅法第五條條文修正草案                               |
| 23   | 97/10/17 | 自由貿易港區設置管理條例第十條條文修正草案               |
| 24   | 97/07/16 | 兒童儲蓄發展基金設置及管理條例草案                       |
| 25   | 97/06/06 | 工廠管理輔導法第三十三條條文修正草案                     |
| 26   | 97/05/23 | 再生能源發展條例草案                                     |

第六屆所提法律修正案
| 筆數 | 提案日期 | 提案名稱                                       |
| ---- | -------- | ---------------------------------------------- |
| 1    | 96/09/11 | 公務人員撫卹法第五條條文修正草案               |
| 2    | 95/12/22 | 農業發展條例第三十一條及第三十九條條文修正草案 |
| 3    | 95/12/12 | 促進產業升級條例增訂第十九條之四條文草案       |
| 4    | 95/11/10 | 貿易法第三條、第十條及第二十條之二條文修正草案 |
| 5    | 95/09/19 | 促進產業升級條例增訂第十九條之四條文草案       |
| 6    | 94/10/21 | 票券金融管理法部分條文修正草案                 |
| 7    | 94/10/07 | 溫泉法第三條及第三十一條條文修正草案           |
| 8    | 94/09/23 | 勞動基準法部分條文修正草案                     |
| 9    | 94/04/29 | 自由貿易港區設置管理條例第十二條條文修正草案   |
| 10   | 94/04/15 | 所得稅法增訂第二十四條之一條文草案             |
| 11   | 94/03/04 | 立法院議事規則部分條文修正草案                 |

第五屆所提法律修正案
| 筆數 | 提案日期 | 提案名稱                                           |
| ---- | -------- | -------------------------------------------------- |
| 1    | 93/12/31 | 政黨及其附隨組織取得財產清查及處理條例草案         |
| 2    | 93/12/24 | 法院組織法第八十四條條文修正草案                   |
| 3    | 10/22    | 性騷擾防治法草案                                   |
| 4    | 10/22    | 證券交易法增訂部分條文修正草案                     |
| 5    | 93/03/12 | 中華民國憲法增修條文第四條條文修正草案             |
| 6    | 93/01/02 | 自由貿易港區設置管理條例部分條文修正草案           |
| 7    | 92/11/07 | 農民健康保險條例第七條條文修正草案                 |
| 8    | 92/05/09 | 自來水法第十二條之一條文修正草案                   |
| 9    | 92/01/03 | 促進產業升級條例第十條條文修正草案                 |
| 10   | 91/11/19 | 電業法修正草案                                     |
| 11   | 91/11/08 | 促進產業升級條例第六條、第七條及第八條條文修正草案 |
| 12   | 91/11/01 | 立法院各委員會組織法第三條之一條文修正草案         |
| 13   | 91/10/18 | 立法委員行為法部分條文修正草案                     |
| 14   | 91/06/04 | 私有既成道路徵收補償處理條例草案                   |
| 15   | 91/06/04 | 勞工退休金條例草案                                 |
| 16   | 91/05/31 | 曾文水庫灌溉工程費退費處理條例草案                 |
| 17   | 91/05/31 | 公寓大廈管理條例第二十九條條文修正草案             |
| 18   | 91/05/31 | 學位授予法第二條及第六條條文修正草案               |
| 19   | 91/05/21 | 農會法第四十九條條文修正草案                       |
| 20   | 91/05/14 | 電業法第六十六條文修正草案                         |
| 21   | 91/05/14 | 社區學院設置條例草案                               |
| 22   | 91/05/10 | 促進產業升級條例增訂第九條之一條文草案             |
| 23   | 91/05/07 | 幼稚教育法修正草案                                 |
| 24   | 91/05/07 | 國民教育法部分條文修正草案                         |

第四屆所提法律修正案
| 筆數 | 提案日期 | 提案名稱                                           |
| ---- | -------- | -------------------------------------------------- |
| 1    | 89/07/18 | 電子簽章法草案                                     |
| 2    | 89/06/02 | 地方制度法部分條文修正草案                         |
| 3    | 88/12/24 | 社區學院設置條例草案                               |
| 4    | 88/12/17 | 補習及進修教育法第十四條修正草案                   |
| 5    | 88/11/16 | 經濟部智慧財產局組織條例部分條文修正草案           |
| 6    | 88/05/04 | 私有既成道路徵收補償處理條例草案                   |
| 7    | 88/05/04 | 所得稅法第十七條修正草案                           |
| 8    | 88/05/04 | 農會法第四十九條修正草案                           |
| 9    | 88/04/20 | 老人福利法第二十八條修正草案                       |
| 10   | 88/03/23 | 曾文水庫灌溉工程費退費處理條例草案                 |
| 11   | 88/03/23 | 台灣省行政長官公署財政處凍結存款戶解凍處理條例草案 |

### 《民進黨提名李俊毅參選台南縣長》
2009年4月，台南縣長的提名經由一次次徵詢及走訪基層協調，民進黨中執會一致同意提名李俊毅參選台南縣長，全體中執委對李俊毅同志寄予厚望，有信心認為李俊毅能夠代表本黨打贏一場漂亮的選戰。
蔡英文表示：提名李俊毅同志主要基於他豐富的資歷，擔任五屆立法委員以來，表現非常優異，同時在各項觀察中，他是非常有爆發力及戰鬥力的從政同志，基層整合能力也非常強。在民調「一定會去投票」的項目中，台南縣民對於李俊毅的支持度是最高的。這段期間以來，他在地方的支持率也持續上升，因此，今日中常會通過提名他參選台南縣長。
可惜好景不常，於同年12月底，內政部宣布台南縣市合併升格，台南縣長選舉同時取消。也因而錯失了擔任台南縣長的機會，使李於隔年立馬宣佈角逐第一屆台南直轄市長候選人資格。

### 《李俊毅第一次投入台南市長黨內初選》
第一屆台南直轄市長候選人民進黨黨內初選，除了李之外，還有同黨同事 賴清德、葉宜津 以及時任台南市長許添財、時任台南縣長蘇煥智，共五人。
2010年5月7日民進黨大台南市長民調初選結果揭曉，民進黨秘書長蘇嘉全昨召開記者會公布五位角逐初選參選人的總平均分數（支持度）分別是『賴清德』44.28%，『許添財』32.60％，『蘇煥智』18.98%，『李俊毅』2.35%，『葉宜津』1.79％。由賴清德勝出，代表民進黨參選第一屆台南直轄市長。

### 《被控中藥商案收賄 最後無罪定讞》
李俊毅在擔任立委期間，被控中藥商案收賄，高院二審判刑7年6個月，最高法院更二審昨駁回檢察官上訴，無罪確定。李俊毅說，他願意原諒當初判決他有罪的高院審判長陳筱珮、陪席法官孫惠琳與受命法官陳玉雲，只要他們三人能公開道歉，如果一周後不道歉不認錯，他將採取法律行動，控告三人枉法裁判。
李俊毅說，當年立法院院會表決中藥商法案時，他並不在場，立院公報紀錄很清楚，但法官竟捏造資料，創造出他有在院會投贊成票的犯罪事實。他說，他所接觸的律師都不敢接控告法官的案子，沒人敢當訴訟代理人，但就算這樣，他也會自訴到底，希望他們可以負起法律的責任。
李俊毅也說要原他展開猛烈攻擊。李說，如果黨內的惡質文化如水過無痕或不需付出代價，民進黨內文化將會繼續惡質化，所以需要當事人公開道歉。

### 《參選立委風波》
2011年3月10日，王定宇正式登記參與民進黨內立法委員初選，挑戰台南市第五選區現任立委李俊毅。期間李俊毅指控，王定宇對他涉及中藥商收賄案進行負面攻擊。王定宇陣營則表示僅為質疑李俊毅三審無罪的文宣不實，並非黑函，並批評李俊毅陣營才是使用負面攻擊的始作俑者。雖然李俊毅在此中藥商收賄案中無罪定讞全身而退，但是3月22日民調結果仍由王定宇以32.87%的支持度獲勝。
2011年4月，《壹週刊》報導，內政部接獲檢舉，指控王定宇在八八風災期間用違法帳戶募款，部長江宜樺表示，募得的1600多萬元還有1200萬元沒有支出。4月21日， 王定宇陣營緊急聲明指出，內政部長江宜樺將陳師孟「粉條兒文化協會」募款帳戶的一千二百萬元，誤植於王定宇名下，造成嚴重抹黑。陳師孟與王定宇緊急要求內政部立即更正澄清，否則將對內政部提告。內政部隨後表示，這個說法是「部長口誤」，並表示是因為接到李俊毅辦公室代轉民眾檢舉。陳師孟並批評李俊毅為了選舉抹黑同志，事後又閉口不談不敢承認，事後壹週刊及內政部皆證實檢舉函來自李俊毅。
2011年5月17日，民進黨中評會決議將王定宇及李俊毅兩人一併停權，新豐區立委候選人則徵召前台南縣長陳唐山披袍競選。

### 《打臉媒體看衰台美外交關係》
2016年11月川普當選美國總統，並提名蒲博思為白宮幕僚長，媒體一面倒批評總統蔡英文在選前靠邊站，一味討好希拉蕊，而在這樣的情況之下，川普當選後，台美關係必定惡化。隔天，李俊毅先在臉書秀出同年7月在美國與共和黨代表大會主席蒲博思的合照，並在受訪時先表示，「外界傳聞我們之前是押寶民主黨總統候選人希拉蕊，但實際上沒有這回事，我們兩邊都同時持續的接觸」。

### 《李俊毅第二次投入台南市長黨內初選》
李俊毅於2016年底在空地豎立大型廣告看板，寫著「不是說好了嗎？做好做滿」＆「只要停車場，不要拖吊場」，開啟了前哨戰第一槍，間接地宣布參選第三屆臺南直轄市長民進黨黨內初選。

## 選舉紀錄
| 年度 | 選舉屆數               | 選舉區           | 所屬政黨   | 得票數 | 得票率 | 當選標記 | 備註 |
| ---- | ---------------------- | ---------------- | ---------- | ------ | ------ | -------- | ---- |
| 1991 | 第二屆國民大會代表選舉 | 臺南縣第二選舉區 | 民主進步黨 | 21,523 | 9.59%  |          |      |
| 1995 | 第三屆立法委員選舉     | 臺南縣選舉區     | 民主進步黨 | 48,587 | 9.80%  |          |      |
| 1998 | 第四屆立法委員選舉     | 臺南縣選舉區     | 民主進步黨 | 37,138 | 7.46%  |          |      |
| 2001 | 第五屆立法委員選舉     | 臺南縣選舉區     | 民主進步黨 | 52,279 | 9.81%  |          |      |
| 2004 | 第六屆立法委員選舉     | 臺南縣選舉區     | 民主進步黨 | 47,177 | 9.28%  |          |      |
| 2008 | 第七屆立法委員選舉     | 臺南縣第三選舉區 | 民主進步黨 | 84,873 | 52.66% |          |      |

## 個人著作
- 《醜陋的立法院》(福爾摩沙出版社，1995)，ISBN 9789579941327
- 《我國地方政府行政人員保守性之研究》(個人碩士論文，1984)

## 外部連結
- 李俊毅的Facebook專頁個人
- 李俊毅家族的Facebook專頁粉絲
- 為台南發聲活動官方網頁-為台南發聲活動
- 公民投票十萬連署官方網頁-公民投票 十萬連署
- 中選會資料庫 （页面存档备份，存于）
- 立法院資訊網
- 民主進步黨官方網站 （页面存档备份，存于）
- 臺灣碩博士論文知識加值系統 （页面存档备份，存于）